# Warnant-Dreye
 (novembre 2020).
Pour les articles homonymes, voir Warnant (homonymie).
Warnant-Dreye (en wallon Wernant) est une section de la commune belge de Villers-le-Bouillet située en Région wallonne dans la province de Liège.

## Démographie
- Sources:INS, Rem:1831 jusqu'en 1970=recensements, 1976= nombre d'habitants au 31 décembre

## Histoire
Warnant (Dreye) dépendait de la haute cour de justice de Wanze et devait faire partie au XIIIe siècle de l'ancien comté de Moha cédé au prince-évêque de Liège. Le village appartenait à la mense épiscopale. Le château de Warnant relevait en fief de la cour féodale de Liège. En 1276, pendant la guerre de la vache, le comte de Namur le brûla ainsi que tout le village. 
À l'écart, se trouve le château d'Oultremont qui appartient depuis des temps très anciens à la famille d'Oultremont qui descend d’Othon de Warnant et dont la filiation suivie remonte à Hustin de Warnant dit d'Oultremont, écuyer, échevin des villes de Huy et de Wanze, mort le 17 mai 1398.
Sur la carte Ferraris des années 1770, les villages de Warnont et de Drey sont représentés séparément, à environ deux kilomètres de distance. À la fin de l'ancien régime pendant la pèriode française, Warnant et Dreye deviennent chacune une municipalité distincte. En 1823, Warnant et Dreye ont été fusionnés dans la nouvelle municipalité de Warnant-Dreye.
Lors la fusion des communes de 1977, Warnant-Dreye est devenue une sous-commune de Villers-le-Bouillet. 

## Patrimoine et culture

### Patrimoine architectural
- Château et Ferme d'Oultremont.
- Ferme de la Chapelle.
- Ferme du Vieux Château.
- Ferme de Waha.
- Ferme de la Tour.
- Ferme du Tilleul.
- Maison pastorale.
- Ferme de Chantraine.
- Ferme de Dreye.
- Moulin de Dreye.
- Moulin du Toultia.

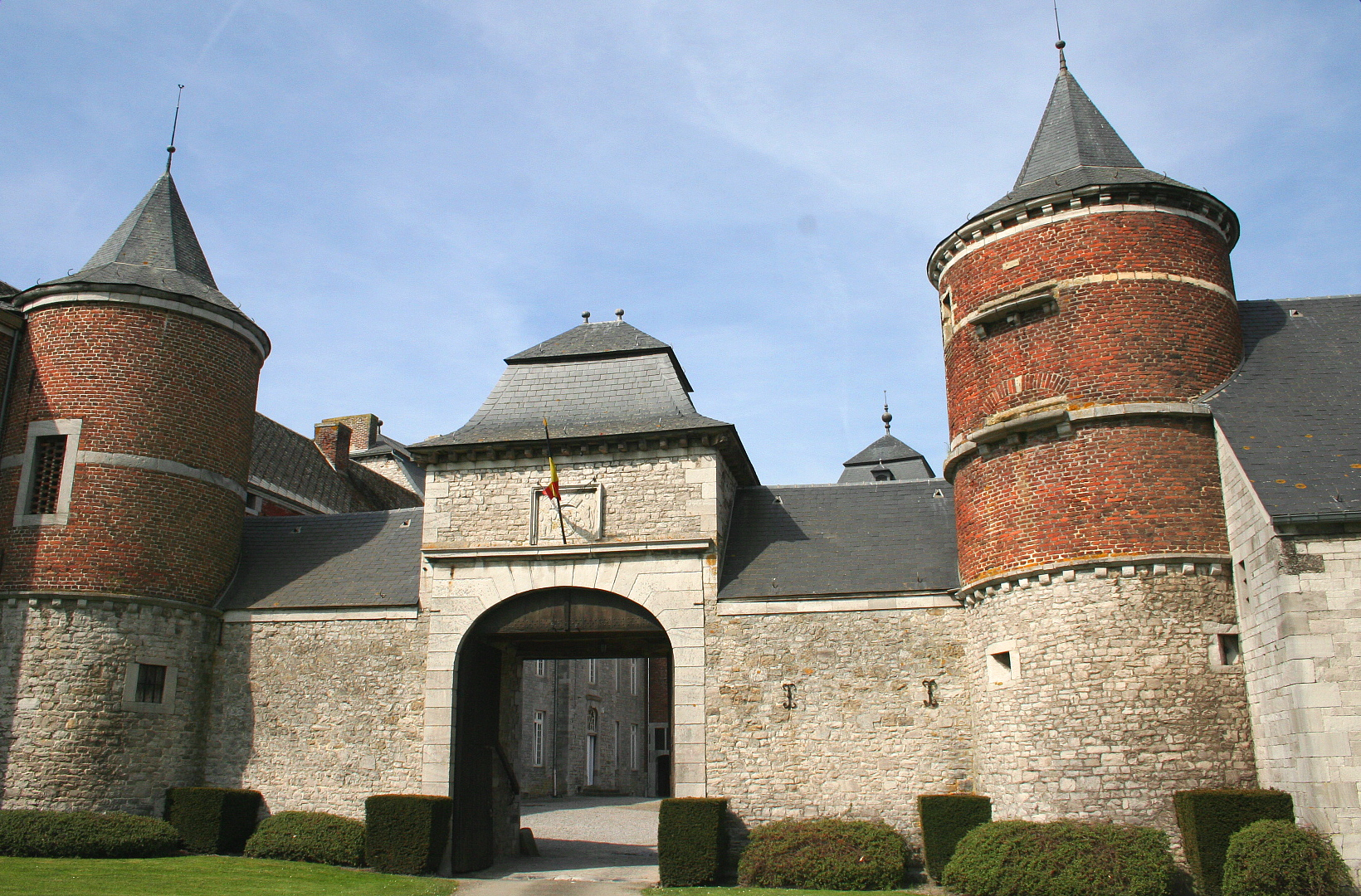
Château d'Oultremont.
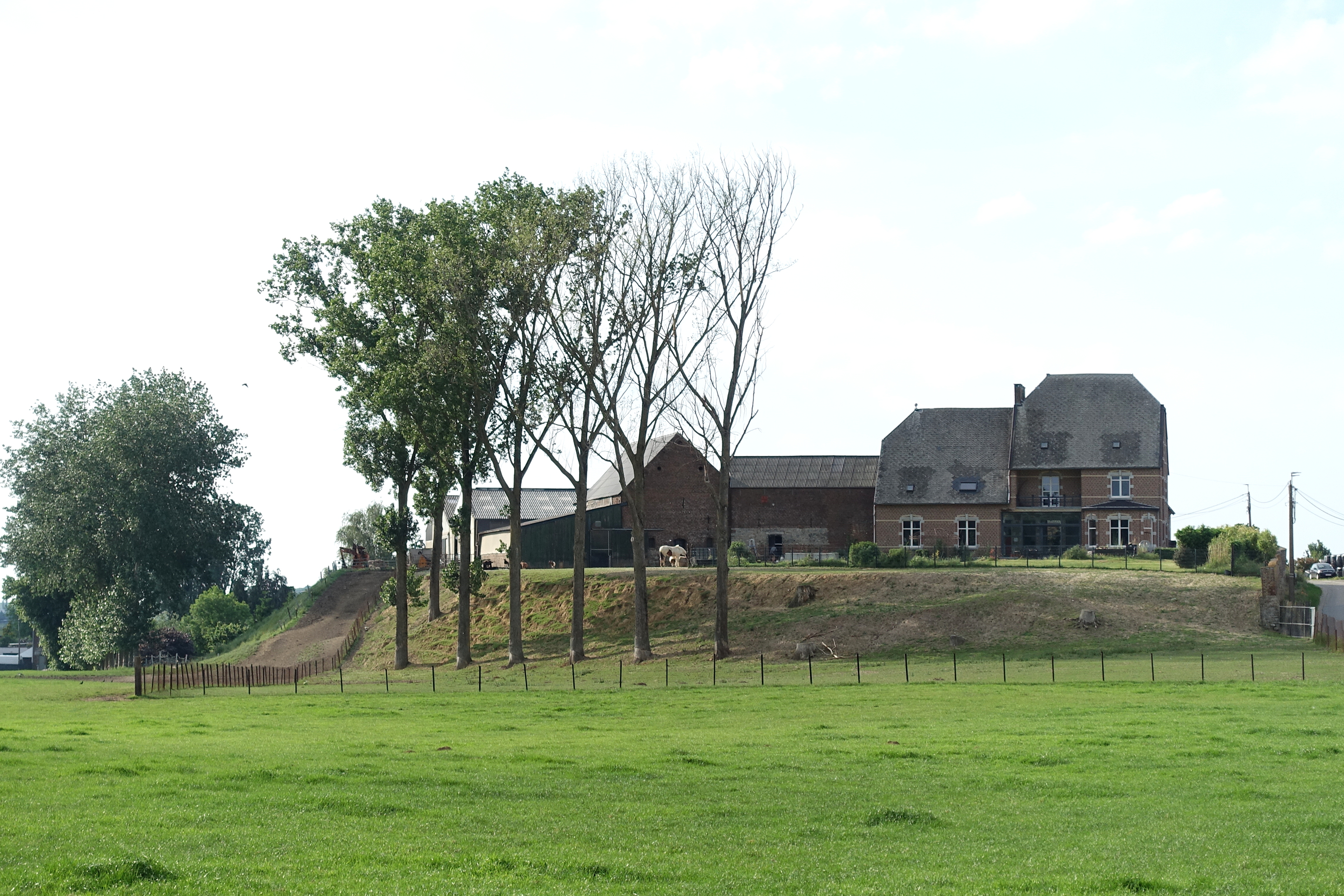
Ferme de Montjoie/ Les Burettes : ancienne propriété fortifiée des Templiers sur une motte.
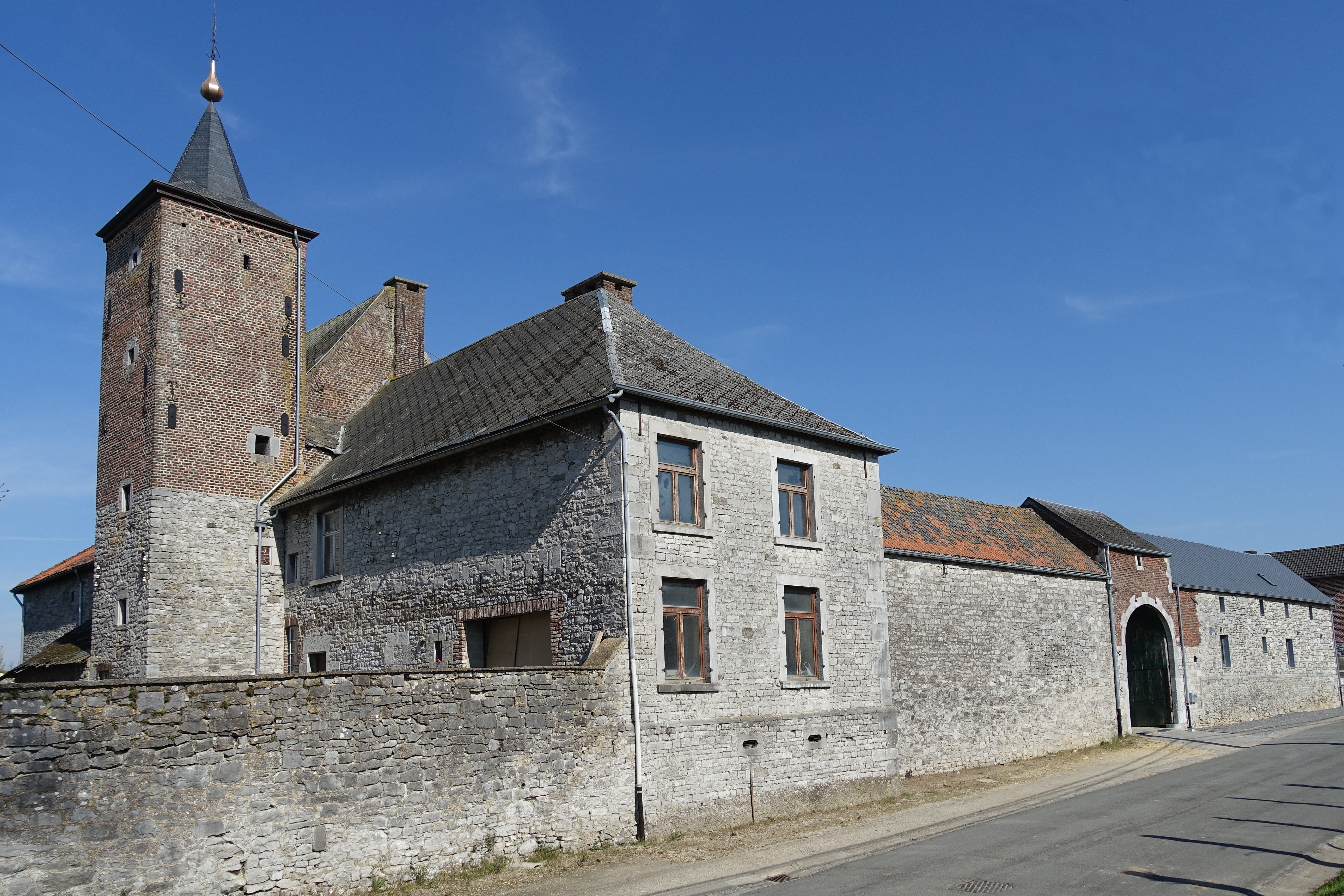
Ferme de la Tour.
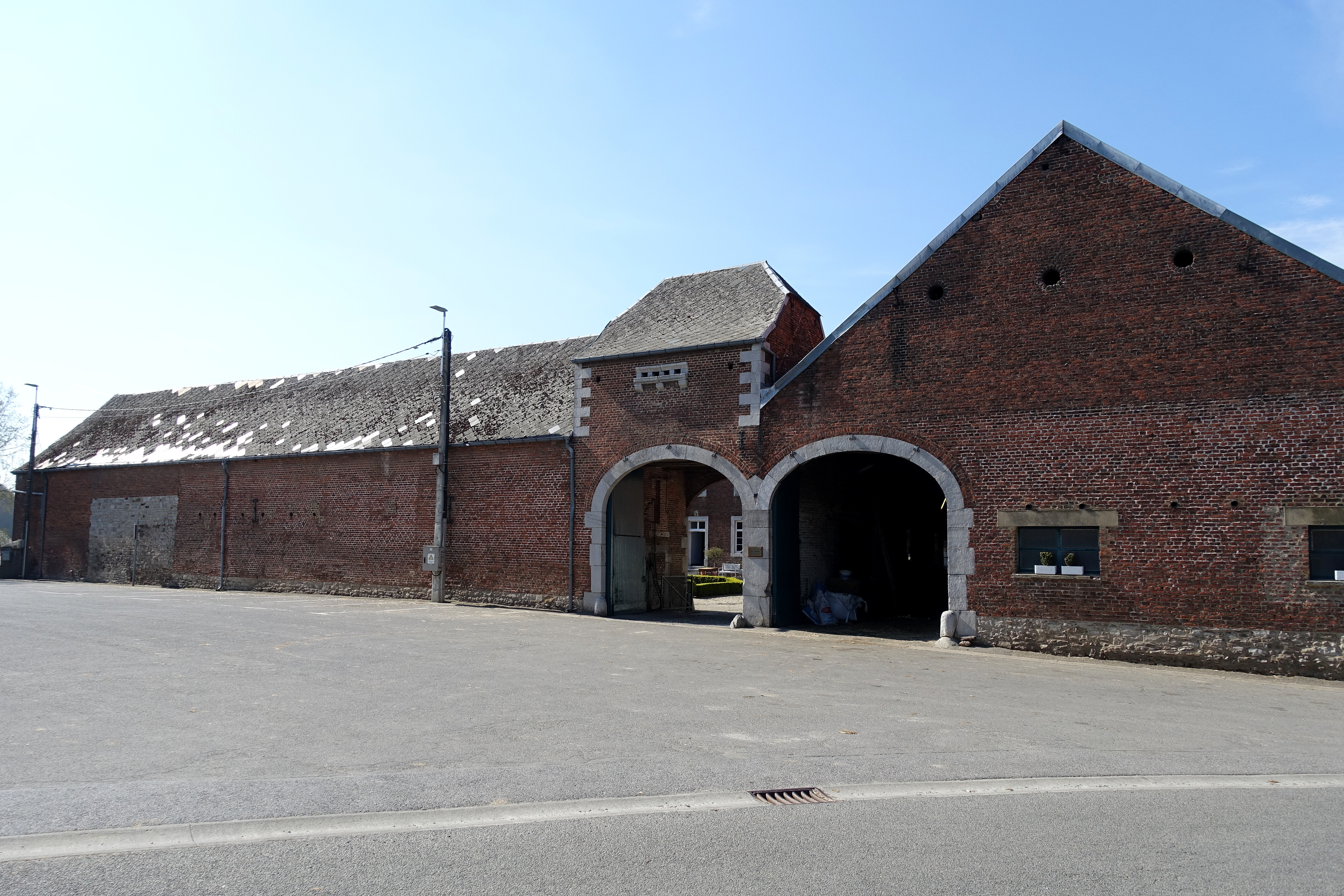
Ferme de Waha.
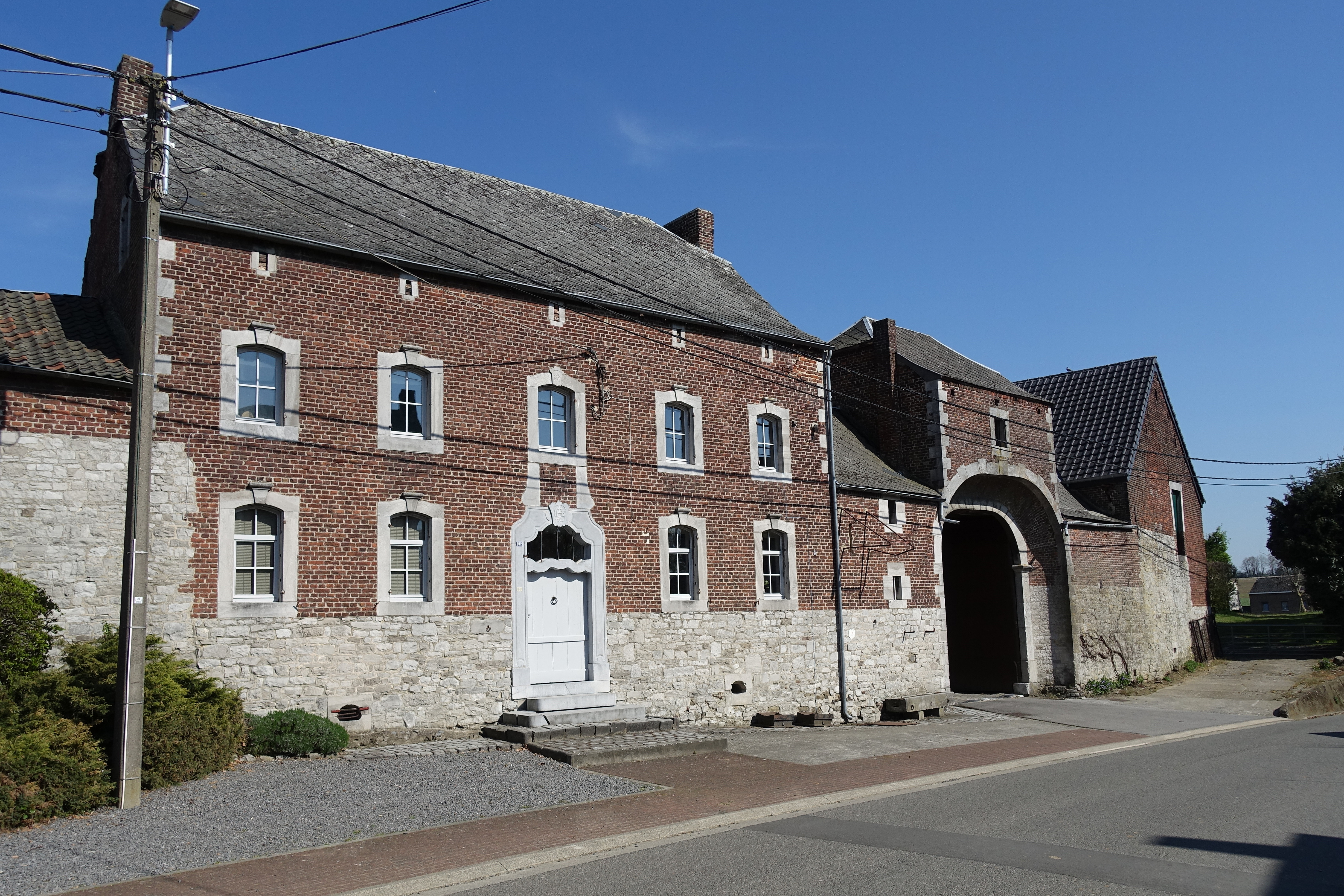
Ferme du Vieux Château.
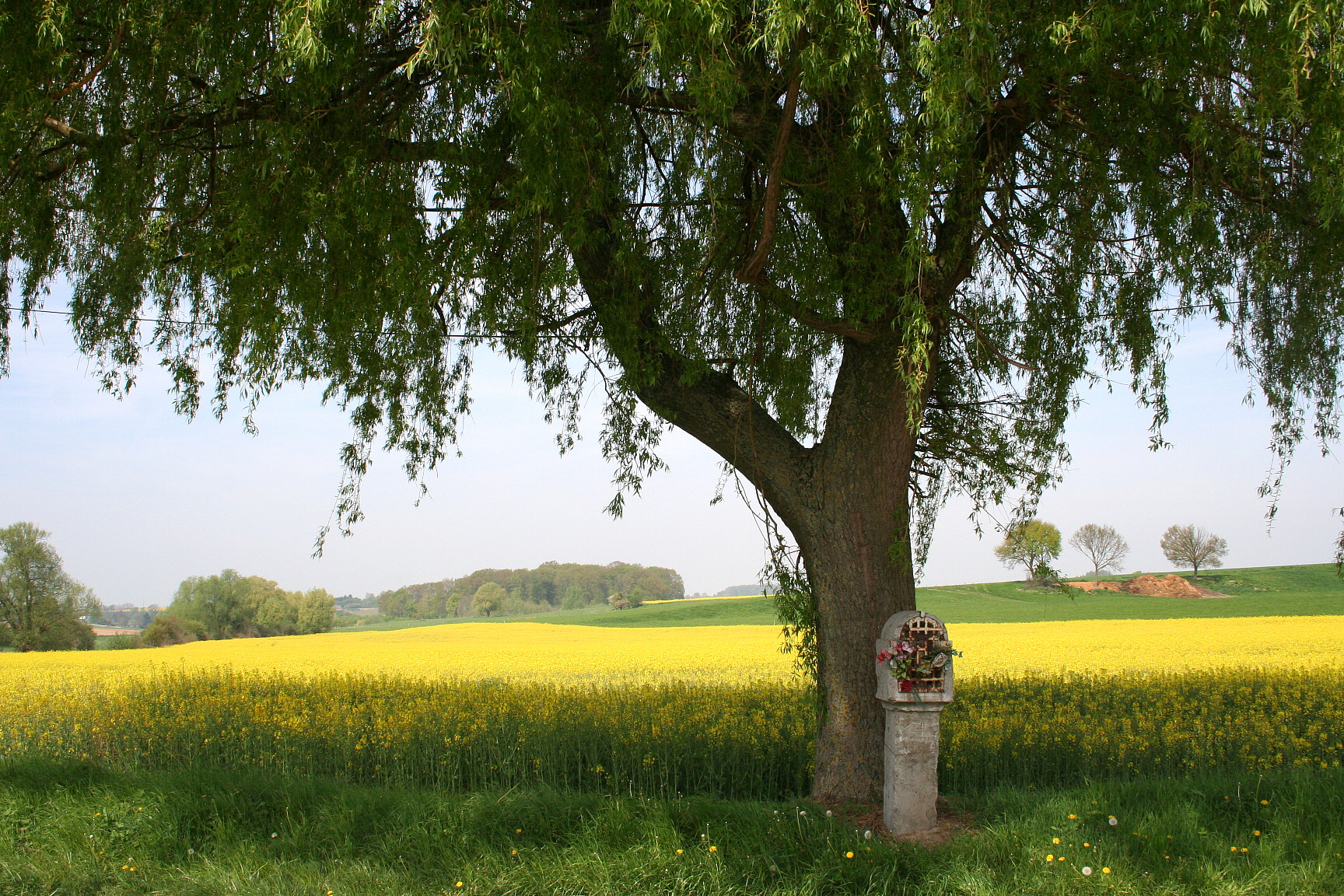
Warnant-Dreye, rue des Burettes - Potale dédiée à Notre-Dame de la Salle.